# Khonsou
Pour l’article homonyme, voir Khonsou (prêtre dans l'Égypte antique).
 (novembre 2019).
Si vous disposez d'ouvrages ou d'articles de référence ou si vous connaissez des sites web de qualité traitant du thème abordé ici, merci de compléter l'article en donnant les références utiles à sa vérifiabilité et en les liant à la section « Notes et références ».
Khonsou est le dieu de la Lune dans la mythologie égyptienne.
À l'origine divinité lunaire dont le nom signifiait « le voyageur » et qui luttait contre les forces des ténèbres aux côtés du pharaon, il fut ensuite introduit dans la triade de Thèbes en tant que fils du dieu Amon et de la déesse Mout comme un dieu de juste vengeance.
Il est représenté sous la forme d'un jeune homme ou d'un enfant portant une tresse sur le côté, caractéristique des enfants royaux ou divins (voir par exemple Harpocrate), d'une momie ou d'un dieu hiéracocéphale coiffé du disque lunaire sur un croissant de lune.
Tardivement, il devient un dieu guérisseur connu sous le nom de « Khonsou le Conseiller ».
Ir (la vue) lui est parfois associé.

## La légende de Khonsou et la princesse de Hatti[réf.nécessaire]
Durant le IIe millénaire av. J.-C., l'Égypte dut livrer une longue guerre contre l'Empire hittite. Le conflit se termina, en -1256, par le mariage de Ramsès II avec la fille du souverain hittite, le roi de Hatti.
Ramsès était fasciné par la beauté de sa nouvelle épouse. Il lui conféra le titre de « Nefu-Rê », ou « Grande Épouse Royale ». Toutefois, peu après son arrivée à la cour égyptienne, Ramsès célébrait une fête à Thèbes en l'honneur du dieu Amon lorsqu'un messager arriva de la cour du roi de Hatti. Il apportait de mauvaises nouvelles. Bentresh, la sœur cadette de Nefu-Rê, était gravement malade et les Hittites étaient incapables de la guérir. Le pharaon convoqua ses meilleurs médecins et magiciens pour prendre leur avis sur la nature de la maladie. Puisque ces derniers furent incapables de formuler un diagnostic satisfaisant, le souverain décida d'envoyer son médecin personnel examiner sa belle-sœur.
Trois ans plus tard, le médecin était de retour. La princesse, annonça-t-il, était possédée par des esprits malins et seule une intervention divine pourrait la guérir. Ramsès consulta les prêtres du sanctuaire de Khonsou, à Thèbes, et implora leur aide. À leur tour, les prêtres interrogèrent Khonsou, dont la statue accorda son aide. Mais il se présentait un problème théologique. Dans sa fonction de dieu de la Fertilité, Khonsou devait rester à Thèbes. Les prêtres créèrent alors une nouvelle figuration de Khonsou, aux dons d'exorciste. Protégée par de puissantes amulettes (à défaut desquelles le dieu aurait pu prendre ombrage de son alter ego), la statue du nouveau Khonsou prit la route pour la capitale hittite, dans une puissante caravane de chariots. Dix-sept mois plus tard, la statue atteignait sa destination et guérit Bentresh sans coup férir. Le père de Bentresh fut si impressionné par les pouvoirs de la statue qu'il refusa de la laisser repartir et lui fit construire un sanctuaire. La statue divine resta là trois ans et neuf mois jusqu'à ce que le roi de Hatti fît un rêve : Khonsou s'envolait de son sanctuaire sous la forme d'un épervier d'or, fondait sur le roi avant de s'élever dans le ciel et prenait le cap de l'Égypte.
Le roi comprit que le moment était venu de rendre la statue, accompagnée d'un tribut à la mesure du service rendu. De retour à Thèbes, la statue apaisa son archétype en lui offrant le trésor hittite (dont elle avait toutefois soustrait quelques pièces de valeur pour dédommager le clergé de son propre sanctuaire déserté à Hatti).

## Galerie

Khonsou.
Khonsou hiéracocéphale.
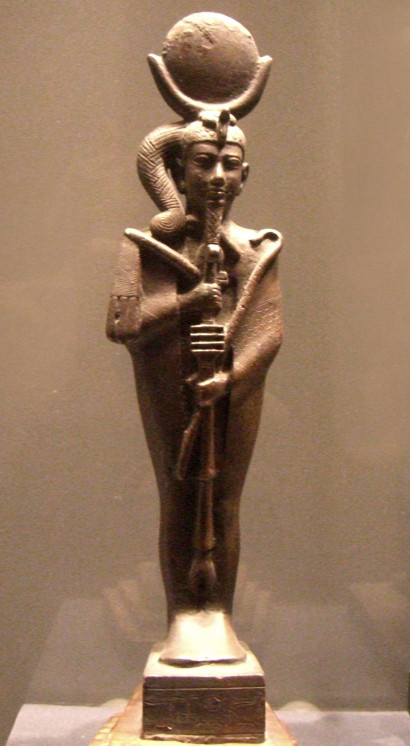
Statuette en bronze représentant le dieu Khonsou - Basse époque - Musée du Louvre.

## Dans la fiction
Dans l'univers Marvel, le super-héros Moon Knight est l'avatar de Khonsou (en anglais : Khonshu) et combat le mal en son nom. En 2022, l'acteur américain F. Murray Abraham lui prête sa voix pour la série télévisée Moon Knight.
Dans la série Stargate SG-1, Khonsou est un Tok'ra au service d'Anubis, il est trahi par son Primat et exécuté.
Dans la saga La Nuit au musée : Le Secret des Pharaons, il serait le dieu qui a permis à la tablette magique du pharaon Ahkmenrah de faire revivre les objets inanimés.
Dans le jeu vidéo Shin Megami Tensei V, Khonsou est le représentant des dieux égyptien pour Bethel.